# Tobinova daň
Tobinova daň je mezinárodní daň z finančních transakcí, konkrétně se jedná daň z převodu jedné měny na měnu jinou. Daň navrhl v roce 1972 držitel Nobelovy pamětní ceny za ekonomii James Tobin. Původní myšlenka Tobinovy daně spočívala v penalizaci krátkodobých měnových převodů v podobě zdanění ve výši 0,5 % jejich objemu, a díky tomu omezit spekulativní obchodování na měnových trzích. Daň ve své původní podobě nebyla nikdy přijata, ale vzniklo několik jejích variant, které aplikovány byly.

## Původní návrh
James Tobin navrhl svou daň z měnové transakce v roce 1972. Došlo k tomu krátce po pádu Brettonwoodského měnového systému, který skončil 15. srpna 1971 v důsledku projevu prezidenta Richarda Nixona, který oznámil, že americký dolar již nebude vázaný na zlato.  Pád Brettonwoodského systému destabilizoval měnový systém, čehož využil George Soros v září 1992. Do dějin vešel ve známost jako Černá středa a jednalo se o využití převodu libry na marky, které poté co libra oslabí, opět prodal. To vedlo k devalvaci měny. 
Tobin navrhl nový způsob zajištění mezinárodní stability měn skrze daň uvalenou na devizový obchod. Tato daň měla být ve výši 0,5 % z objemu transakce. Tobin uvádí, že myšlenku převzal do Johna Maynarda Keynese, který v knize Obecná teorie zaměstnatelnosti, úroku a peněz uvedl myšlenku na zdanění finančních transakcí s cílem jejich fixace. Tobin tuto myšlenku přejal a upravil, aby odpovídala obchodování s cizími měnami. Tobinova daň měla za cíl odradit od spekulativních investic.
Tobin navrhoval, aby zisky z daně připadly Mezinárodnímu měnovému fondu a Světové bance. 

## Variace Tobinovy daně
V průběhu času došlo k navžení různých přístupů k myšlence Tobinovy daně.

### Spahnova daň
Paul Bernd Spahn, emeritní profesor veřejných financí na Univerzita Johanna Wolfganga Goetheho ve Frankfurtu, navrhuje zavedení dvoustupňového zdanění. Základem je nízká základní sazba automaticky uplatňovaná na všechny finanční operace. V případě spekulativních útoků, by se aktivovala daňová "přirážka", která by jinak tvořila neaktivní složku základní daně. Pro funkčnost tohoto konceptu by bylo třeba nastavit daňové pásmo, v rámci, kterého dochází k volnému pohybu měnového kurzu aniž by došlo k zdanění z transakce, ke kterému by došlo v okamžiku kdy transakce vybočí z pásma. 

### APT daň
Cílem APT daně (Automated Payment Transaction Tax) "je spojit všechny daně na konkrétním území do jediného uceleného poplatku; mezi její základní prvky patří zjednodušení procesu zdanění, co nejširší daňový základ, nízká sazba daně (odhaduje se na přibližně 0,35 %) a automatizace výběru daně." 

### Zvláštní práva čerpání
George Soros odmítl realizovatelnost původního konceptu Tobinovy daně a navrhl zdanění všech finančních transakcí, nikoliv pouze měnových. Soros se domnívá, že daň by vyrovnala nerovnováhu v daňové zátěži mezi finančním kapitálem a jinými zdroji. Navrhuje také systém Special Drawing Rights (SDR), který by vytvořil prostředí podobné trhu, ve kterém by jednotlivé veřejně prospěšné projekty soutěžily o finanční podporu mezi investory z řad zúčastněných států.

## Implementace Tobinových daní
Tobinova daň, nebyla nikdy v plné míře zavedena na celosvětové úrovni. Původní návrh počítal při implementaci se záštitou OSN či EU. Některé země a regiony však zavedly různé formy daní na finanční transakce, které se někdy označují jako Tobinovy daně. 

### Švédsko
V roce 1984 Švédsko zavedlo daň z nákupu a prodeje akcií ve výši 50 bps (100 bps za nákup a prodej). Daň zahrnovala i akciové futures, warranty na akcie či akciové opce. Základ daně byl vypočítáván z nominální částky podkladového aktiva. Daň se původně vztahovala pouze na domácí registrované brokery.
V roce 1986 došlo k zdvojnásobení sazby na akcie a deriváty. O rok později se daň rozšířila na zprostředkovatelské obchody, peněžní trhy, cenné papíry s fixním výnosem, včetně vládních dluhopisů a úrokové futures a opce.
V roce 1990 vláda zrušila zdanění dluhopisů a sazby u zbylých instrumentů snížila na polovinu. V prosinci 1991 byla daň zrušena zcela. Výnosy v žádném roce nepřesáhly procento celkových daňových výnosů a v poměru k HDP dosáhly nejvýše 0,5 %. V době, kdy byla daň v platnosti, došlo k propadu obchodovaného objemu dluhopisů a přesunu obchodování do dalších finančních center. 
V roce 2009 byla zavedena dalším daň z velikosti cizích zdrojů. Poplatek je odváděn v závislosti na velikosti banky. Základ daně je vypočítáván z rozdílu bilanční sumy a hodnoty vlastního kapitálu. 

### Velká Británie
V roce 1986 došlo k ustanovení takzvané "stamp duty reserve tax", daň uvalenou na převod vlastnictví akcie, a byla stanovena na 50 bps. Daň je placena pouze u britských akcií a to i u převodů uskutečněných mimo území Velké Británie. Na zahraniční akciové tituly se daň nevztahuje.
Daň platí pro obchody uskutečněné na primárním i sekundárním trhu. Vztahuje se na kmenové akcie a finanční instrumenty směnitelné na akcie. Nevztahuje se na dluhopisy, akciové futures a opce na akcie. Zpětné odkupy akcií jsou od daně zproštěny, to umožňuje obcházet nutnost platit daň. 

### Belgie
V roce 2004 belgický parlament schválil zákon implementující Spahovu daň. Zákon vejde v platnost pouze v případě, že všechny země eurozóny přijmou ekvivalentní legislativu.  K zákonu se vyjádřila Evropská centrální banka, která poskytla ekonomické a právní posouzení. To uvádělo neslučitelnost s evropským právem a nedostatečnou prokazatelnost ekonomických přínosů. 

### Francie
V roce 2012 byla zavedena Tobinova daň. Tato daň se vztahuje na nákup akcií francouzských společností s tržní kapitalizací nad 1 miliardu eur, sídlem ve Francii, a na deriváty, které se na ně vztahují. 
Daň je uvalena na 3 typy transakcí:
- nákup francouzských akcií a dluhopisů
- vysokofrekvenční obchody (pouze akcie)
- nákup pojištění proti nesplacení dluhopisů
- americké depozitní certifikáty

Poplatníkem daně je kupující, ale plátcem je odpovědná strana se sídlem ve Francii. 
Sazba daně je diferenciovaná podle druhu transakce:
- nákup akcií a dluhopisů - 0,2 %
- vysokofrekvenční obchody - 0,01 % ze zrušených nebo změněných operací
- nákup pojištění proti nesplacení dluhopisů - 0,01 % z nominální hodnoty

Zavedení daně se podepsalo na likviditě. Během půl roku došlo k snížení o 18 % nakupování akcií daní zasažených společností. Naopak o 16 % stouplo obchodování s menšími firmami nepodléhajícími zdanění. 

### Itálie
V roce 2013 zavedla Itálie daň na akcie a cenné papíry. Italská implementace je podobná francouzské a postihuje společnosti s kapitálem vyšším, než je 500 milionů eur a postihují obchody i mimo regulovaný trh. 
Daň se týká 3 finančních nástrojů:
- akcie a jiné cenné papíry vydané společností se sídlem v Itálii
- deriváty
- vysokofrekvenční obchody uskutečněné pouze na italském trhu

Sazby se liší dle druhu finančního instrumentu. Akcie a jiné cenné papíry jsou zatížené 0,2 % v případě obchodu mimo burzu, 0,1 % jinak. Deriváty jsou zdaněny pevnou sazbou a vysokofrekvenční obvody jsou zdaněny 0,02 % z protihodnoty objednávky. 

### Evropská unie
Tobinova daň se dlouhodobě diskutuje také v rámci Evropské unie. V roce 2009 vyzvala Evropská unie Mezinárodní měnový fond k zvážení zavedení Tobinovy daně. 
V září roku 2011 zveřejnila Evropská komise Návrh směrnice Rady o společném systému daně z finančních transakcí a změně směrnice 2008/7/ES. Základem daně měla být hodnota předmětných kontraktů. Sazba byla diferencovaná v závislosti na předmětu transakce – pro cenné papíry byla stanovena hodnota 10 bazických bodů, pro deriváty 1 bazický bod. Stanovené sazby byly minimální a státy mohly jejich výši měnit.  V roce 2012 britský premiér David Cameron uvedl, že Británie zablokuje zavedení daně, pokud tato daň nebude zavedena celosvětově. Ke schválení daně je potřeba souhlas všech 27 členských zemí. 
Po zamítnutí původního návrhu se 11 členských zemí (Belgie, Estonsko, Francie, Itálie, Německo, Portugalsko, Rakousko, Řecko, Slovensko, Slovinsko a Španělsko) vyjádřilo pro implementaci daně v rámci institutu posílené spolupráce. Žádost byla postoupena a schválena Evropským parlamentem 12. prosince 2012 a Radou Evropské unie skrze rozhodnutí rady 2013/52/EU ze dne 22. ledna 2013. Evropská komise vydala 14. února 2013 návrh směrnice Rady, kterou se provádí posílená spolupráce v oblasti daně z finančních transakcí. 